# S3 Graphics
Az S3 Graphics Inc. (röviden S3) egy éveken át sikeres grafikai chipeket gyártó és fejlesztő amerikai cég volt. Az 1990-es évek közepén, a saját területén a cég piacvezetővé vált. Ebből a pozícióból azonban a feljövő 3D-képességekkel rendelkező chipek (főleg a 3dfx) letaszították.

## Termékei
Az S3 az S3 VIRGE-, S3 TRIO és S3 VISION chipset-jeivel számos kártyán megtalálható volt, és ezzel igen elterjedtté vált a felhasználók körében. Első hanyatlása a 3dfx Voodoo Graphics grafikus chipsetnek köszönhető, majd később ezt az NVIDIA által fejlesztett Riva 128-cal meginduló grafikus 3D-gyorsító technológia követte, mellyel az S3 hosszú távon már nem tudott lépést tartani. Bár a Savage-sorozatban (Savage 3D, Savage 4 és Savage 2000) még egész jó grafikai chipeket gyártottak és adtak el, ennek ellenére a felhasználók driver-problémákkal küszködtek, így a felsőbb kategóriás kártyáinál a teljesítmény nem nőtt. Végül az újra és újra visszatérő szállítási késések végleg bezárták kaput a cég előtt.
Az S3 technikai megoldásait elutasították, mint pl. az S3TC textúra-tömörítő technikát, mely végül a Microsoft által fejlesztett DirectX standard csomagba került.
Az S3 közösen a Diamond Multimedia-val összefogva grafikus kártyák gyártásába kezdtek - innentől összemosódnak a két cég termékei -, ezzel biztosítva, hogy adott grafikus chip adott kártyába kerülve jusson piacra. Sajnos azonban konstrukciós hibák miatt - többek közt az integrált T&L egység nem úgy működött, mint ahogyan az várható volt - az akkori NVIDIA GeForce 256-osával már nem tudta felvenni a versenyt.

## Átalakulása
A sorozatos hibák következményeként az S3-at átnevezték SonicBlue-ra és ezek után főleg Rio-termékeket adtak el. Ez az új irányvonal főleg a digitális média és információt megjelenítő készülékekre fókuszált, s melyek szintén a Diamond Multimediá-tól származtak. A FireGL-termékvonalat (mely szintén a Diamond Multimediához tartozott) pedig eladták az ATI Technologies-nek. Ez a vonal egyébként nem az S3-as termékeken alapult, hanem az IBM nagy teljesítményű grafikus félvezetőiben alkalmazták, ezzel a technikával a Windows-alapú professzionális közép- és csúcskategóriás OpenGL gyorsítói a piacra kerülve vezetőnek számítottak (pl: CAD-CAM).
A grafikai chippel foglalkozó terület felosztották, és 2001-ben a VIA Technologies-szel közös vállalatba apportálták S3 Graphics néven. A vállalat először Savage4 grafikus magot integrált VIA chipsetekre. Ennek eredményeként különféle integrált chipsetek készültek, például az Apollo ProMedia 133 vagy az AMD processzorokhoz szánt Twister-K sorozat.
2011. július 6-án aztán a VIA eladta az S3 Graphics-ben birtokolt részvényeit a HTC-nek, mely teljesen bekebelezte a céget, így az S3 ma már mint leányvállalat működik csupán.

## Fordítás
- Ez a szócikk részben vagy egészben  a   S3 Graphics című német Wikipédia-szócikk fordításán alapul.  Az eredeti cikk szerkesztőit annak laptörténete sorolja fel. Ez a jelzés csupán a megfogalmazás eredetét és a szerzői jogokat jelzi, nem szolgál a cikkben szereplő információk forrásmegjelöléseként.